# Алура Дженсон
Алура Дженсон (англ. Alura Jenson, род. 31 мая 1977, Флоренция) — американская порноактриса и эротическая фотомодель.

## Биография
Родилась во Флоренции, итальянской Тоскане, 31 мая 1977 года. Дочь американских родителей, которые служили в ВВС США. Через год после рождения вместе с семьёй вернулась в США, где они поселились в небольшом городке в Нью-Джерси, недалеко от границы с Пенсильванией.
После окончания школы решила идти по стопам родителей и поступить на службу в вооруженные силы, проведя более десяти лет в качестве специалиста по физической реабилитации военно-морского флота и армии. За это время вышла замуж и родила двоих детей. После беременности набрала вес, поэтому стала следовать строгому режиму тренировок, благодаря которым увлеклась бодибилдингом.
В 2010 году подала на развод и получила разрешение Вооруженных сил на переезд в Лас-Вегас, где начала работать стриптизёршей в клубе Palomino. В это время также начала работать в качестве эротической и фетиш-модели.
В 2012 году, в возрасте 35 лет, дебютировала в порноиндустрии. Как и многих других актрис, которые начали карьеру после тридцати лет, за телосложение, возраст, осанку и атрибуты, её стали называть MILF-актрисой. Многие из её фильмов, таким образом, относятся к жанру MILF-порнографии, а также к доминированию, где Алура играет госпожу.
Снималась для таких студий, как Naughty America, Lethal Hardcore, Brazzers, Wicked, Evil Angel, Jules Jordan Video, Kink.com, Girlfriends Films, Reality Kings, Devil's Films, Zero Tolerance, Bang Bros и других.
На 2020 год снялась более чем в 400 фильмах.
В августе 2022 года заявила об уходе из порноиндустрии.

## Премии и номинации

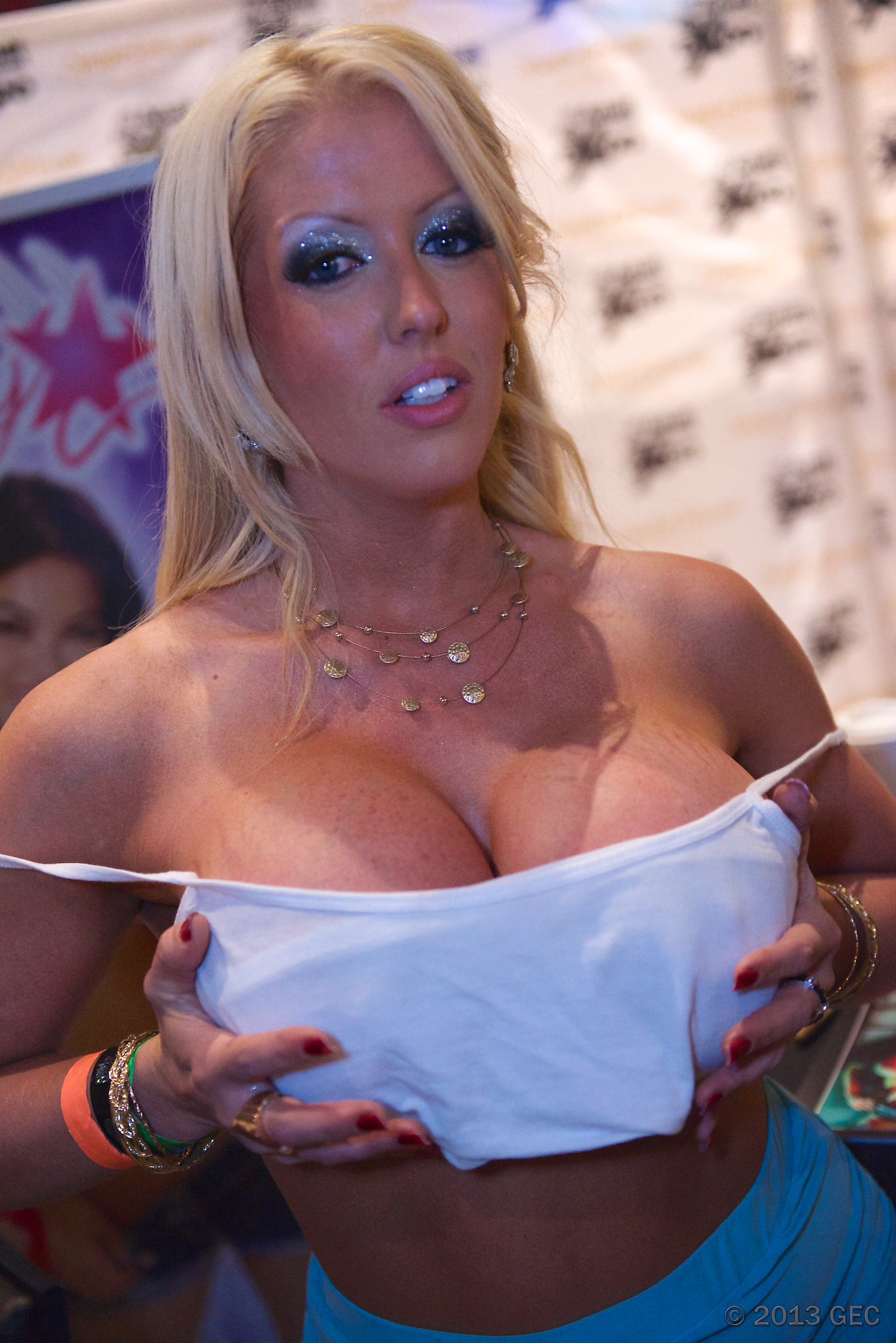
Дженсон на AVN Adult Entertainment Expo, Hard Rock Hotel, Лас-Вегас, 2013 год

| Год  | Церемония  | Результат | Номинация                                         | Работа |
| ---- | ---------- | --------- | ------------------------------------------------- | ------ |
| 2015 | AVN Awards | Номинация | Приз зрительских симпатий: самая горячая MILF     | н/д    |
| 2018 | AVN Awards | Номинация | Приз зрительских симпатий: самая горячая MILF     | н/д    |
| 2019 | AVN Awards | Победа    | Приз зрительских симпатий: лучший BBW-исполнитель | н/д    |

## Избранная фильмография
- Anal Craving MILFs[7],
- Ass Fucking Inc[8],
- Interracial Affair 2[9],
- MILFS Like It Black[10],
- Strapped-On Blondes[11],
- Super Racks 2[12]
- Way Over 40[13].